# Château du Vieil-Averton
Le Château du Vieil-Averton était un château français situé à Courcité, dans le département de la Mayenne et la région des Pays de la Loire. C'est désormais un hameau situé à 800 mètres au Sud du bourg d'Averton. Le Vieil-Averton est aussi un ruisseau affluent du Merdereau d'une longueur de 7 700 m.

## Désignation
- Le chasteau et maison anxienne du lieu et seigneurie d'Averton. 1532 (Maison de Broc).
- Petit Averton, village, prieuré, moulin (Hubert Jaillot).
- Vieux Averton, village, moulin (Carte de Cassini)

## Histoire

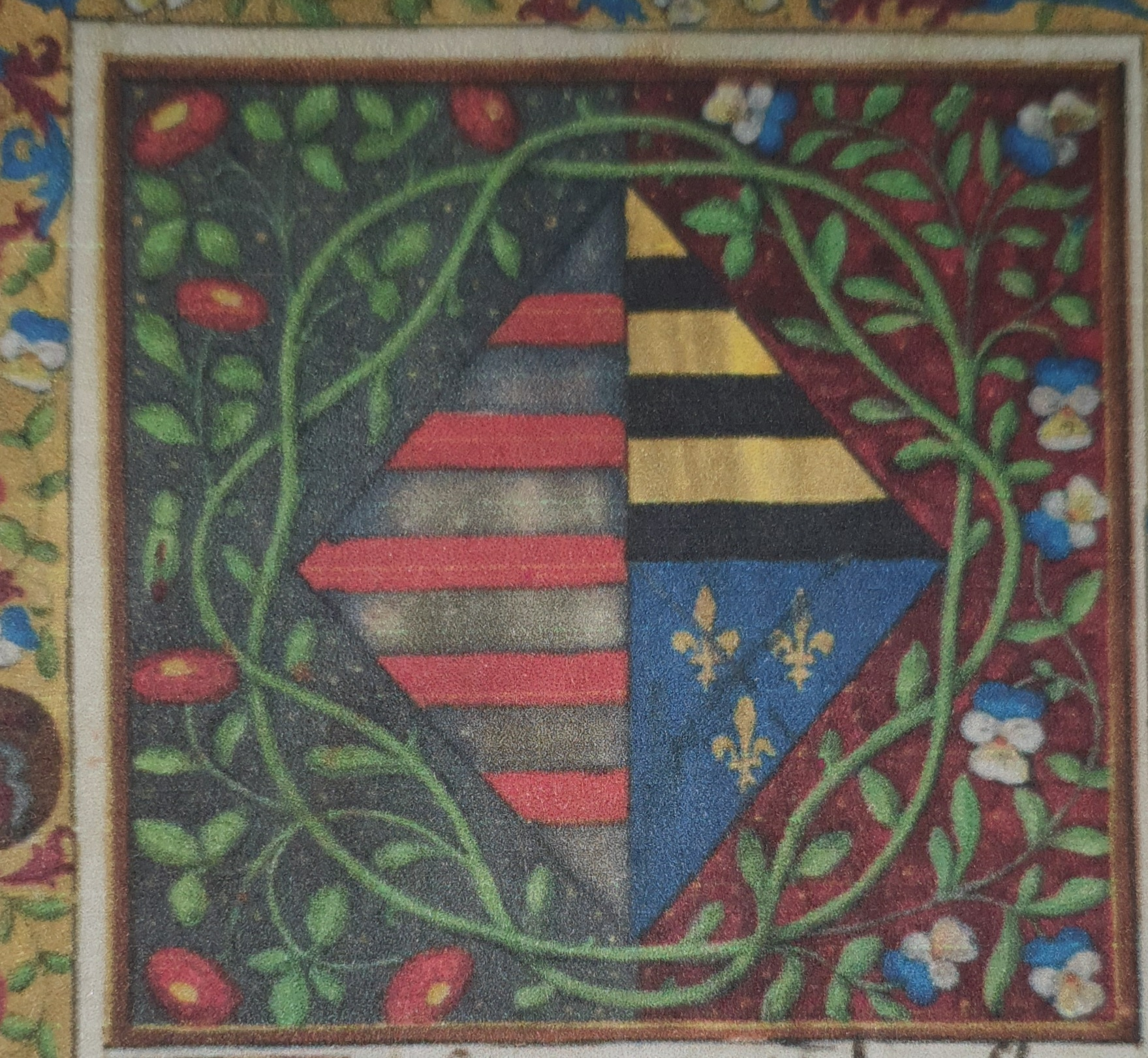
Armoiries de Catherine de Coëtivy, Epitre Othea à Hector, ms 0495, musée Condé, Chantilly, f.2v. Parti : en 1, fascé d’argent et de gueules de six pièces; en 2, coupé: en 1, fascé d’or et de sable de six pièces, en 2, d'azur à 3 fleurs de lys d'or (de France).

La terre du Bourg d'Averton, n'est pas à pas confondre avec celle du Vieil-Averton dont elle était vassale. Le Vieil-Averton était une châtellenie mouvante de Mayenne et dont relevait le fief du Bourg-d'Averton. Il y a dans le village une vieille maison avec fenêtre à meneau et vaste salle. La motte seigneuriale est abrupte, entourée de larges fossés.
La châtellenie d’Averton-Courcité ou du Vieil-Averton, parfois désignée généralement sous le seul nom d’Averton, eut des seigneurs de différentes familles depuis le commencement du XIVe siècle.

### Féodalité
L'histoire féodale du Bourg d’Averton est toute dans les querelles de ses seigneurs et de leurs suzerains, les seigneurs du Vieil-Averton.
La famille d'Averton chercha de tout temps à s'affranchir de cette vassalité. André d'Averton achète en 1325 de Geoffroy, seigneur de Beaumont, « la justice, vairie, passements d'écriture de lettres en tous ses fiefs et en la terre d'Averton ; » mais doit quand même rendre aveu au vicomte, y comprenant « les estaigers du Bourg-d'Averton. »
A la fin du XVe siècle, Jean d'Averton profite du moment où une femme, Catherine de Coëtivy, est dame du Vieil-Averton ; il brise « l'oratoire où elle se plaçait dans l'église » (1493), démolit la chaussée de son moulin près du bourg, soutient en 1515 que le droit de notaires et de sceaux lui appartient en vertu de l'achat de 1325, et obtient du juge du Maine sur ce point une sentence favorable.
Quelques années plus tard, avant 1533, le seigneur du Vieil-Averton tue par représailles le fils de son rival. L'acquisition du Vieil-Averton vers 1630 par François de Faudoas mit fin aux querelles.

## Chapelle
La chapelle priorale, sous le vocable de saint Barthélemy, dépendait d'un bénéfice très ancien, annexé à l'Abbaye de Beaulieu, et qui devait, comme bien d'autres apparemment, son origine à quelque ermitage de la Forêt de Pail. La chapelle a été reconstruite, 10 mètres sur 5, en l'honneur de saint Louis, dont la statue est accompagnée de celles de saint Maurice, saint Hubert, saint Benoît-Labre, sainte Philomène, saint Augustin.

## Sources et bibliographie
- « Château du Vieil-Averton », dans Alphonse-Victor Angot et Ferdinand Gaugain, Dictionnaire historique, topographique et biographique de la Mayenne, Laval, A. Goupil, 1900-1910 [détail des éditions] (BNF 34106789, présentation en ligne)
- Ambroise Ledru, Eugène Vallée, La Maison de Faudoas, Gascogne, Maine et Normandie A. Lemerre (Paris). 1907-1908  Voir en ligne